# 165 років Національному університету «Львівська політехніка» (срібна монета)
«165 ро́ків Націона́льному університе́ту „Льві́вська політе́хніка“» — срібна ювілейна монета номіналом 5 гривень, випущена Національним банком України, присвячена одному з найстаріших технічних університетів — Національному університету «Львівська політехніка», який є потужним осередком науки й освіти.
Монету введено в обіг 28 травня 2010 року. Вона належить до серії «Вищі навчальні заклади України».

## Опис монети та характеристики
| Номінал грн. | Метал            | Маса, г       | Діаметр, мм | Якість виготовлення | Гурт                           | Тираж, штук |
| ------------ | ---------------- | ------------- | ----------- | ------------------- | ------------------------------ | ----------- |
| 5            | срібло 925 проби | 15,55 / 16,81 | 33,0        | пруф                | гладкий із заглибленим написом | 5 000       |

### Аверс
На аверсі монети розміщено малий Державний Герб України (угорі), напис півколом «НАЦІОНАЛЬНИЙ БАНК УКРАЇНИ», зображено алегоричні скульптури, що символізують науки і мистецтва, які розміщені на будівлі університету, номінал та рік карбування: «5/ГРИВЕНЬ/2010».

### Реверс
На реверсі монети зображено головну будівлю університету, яка збудована в останній третині ХІХ ст. за проектом архітектора Юліана Захаревича. Над будівлею півколом розміщено напис «LITTERIS * ET * ARTIBVS» (Науками й мистецтвами), який є на самій будівлі. По колу розміщено написи: «НАЦІОНАЛЬНИЙ УНІВЕРСИТЕТ „ЛЬВІВСЬКА ПОЛІТЕХНІКА“», унизу — «165/РОКІВ».

## Автори

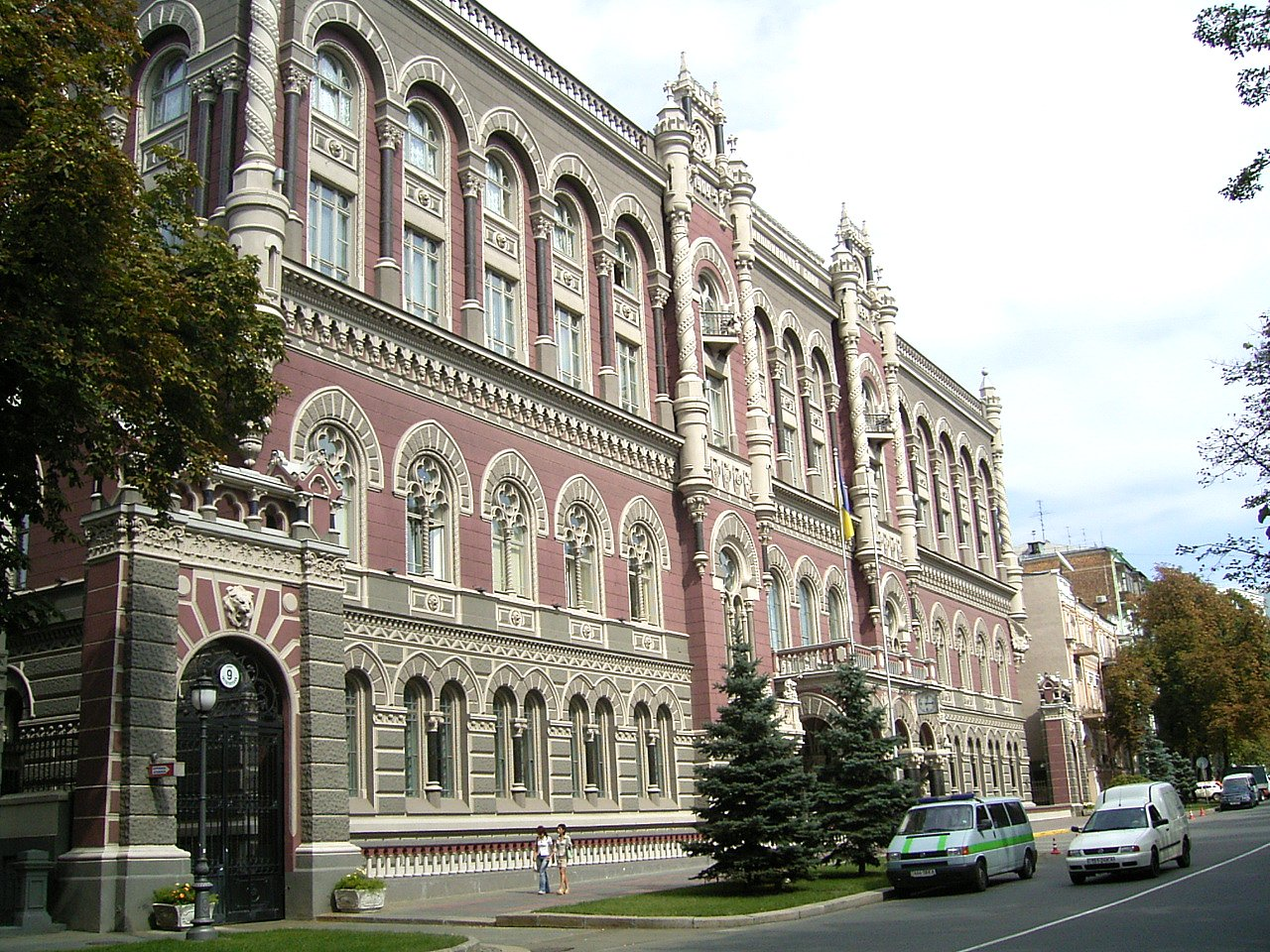
Будівля Національного банку України

- Художник — Дем'яненко Анатолій.
- Скульптор — Дем'яненко Анатолій.

## Вартість монети
Ціна монети — 359 гривень, була вказана на сайті Національного банку України в 2015 році.
Фактична приблизна вартість монети з роками змінювалася так:
| Рік        | 2011 | 2012 | 2013 | 2014 | 2015 | 2016 | 2017 | 2018 | 2019 | 2020 | 2021 | 2022 | 2023  | 2024  | 2025  |
| ---------- | ---- | ---- | ---- | ---- | ---- | ---- | ---- | ---- | ---- | ---- | ---- | ---- | ----- | ----- | ----- |
| Ціна, грн. | 330  | 370  | 350  | 360  | 380  | 550  | 700  | 510  | 450  | 480  | 600  | 600  | 1 200 | 1 350 | 1 700 |